# Movimiento antiderechista
El Movimiento antiderechista (en chino, 反右派运动; pinyin, Fǎn Yòupài Yùndòng) de la República Popular China de fines de la década de 1950 de principios de la de 1960 consistió en una serie de campañas dirigidas a purgar individuos considerados como “derechistas” dentro y alrededor del Partido Comunista Chino. Las campañas fueron instigadas por el mismo dictador comunista chino, Mao Zedong. Según las estadísticas oficiales de China, al menos 550 000 personas fueron perseguidas durante la campaña, la mayoría de los cuales eran intelectuales y disidentes políticos.

## Trasfondo histórico
Yendo quizá tan atrás hasta la Larga Marcha, existía un resentimiento contra los elementos supuestamente “derechistas” dentro del gobierno encabezado por el PCCh, como por ejemplo Zhang Bojun. La campaña anti-derechista se considera una continuación del Movimiento de Rectificación de Yan'an.

## Orígenes
El movimiento antiderechista fue una reacción contra el “culatazo” derivado de la Campaña de las Cien Flores, la cual había previamente promovido una fugaz libertad de expresión y de críticas contra el gobierno. Nunca quedó del todo claro si aquella fue una deliberada y maliciosa táctica de Mao para detectar a eventuales individuos críticos y “derechistas” o si, por el contrario, el inicialmente idealista líder chino había con el tiempo decidido que las cosas habían ido demasiado lejos y que se había tornado imperioso ponerles fin.

## Primera ola
La primera ola de ataques comenzó en julio de 1957, inmediatamente después de la finalización de la Campaña de las Cien Flores. Para fines de ese año, unas 300 000 personas habían sido etiquetados o caratulados de “derechistas”, incluyendo a la escritora Ding Ling. El entonces futuro ministro Zhu Rongji, que para ese entonces estaba trabajando en la Comisión Estatal de Planeamiento, fue purgado en 1958. Las penas incluían la degradación de los “desviacionistas”, su “re-educación” a través del trabajo (forzado) y en algunos casos la sentencia a muerte.[cita requerida]
Uno de los principales objetivos fue el residualmente independiente sistema legal. Muchos abogados y jueces fueron transferidos a otros trabajos y las tareas judiciales pasaron a ser ejercidas por ideologizados cuadros políticos y por la policía.[cita requerida]

## Segunda ola
La segunda parte de la campaña tuvo lugar luego del mitin partidario de Lushan, el cual tuvo lugar entre el 2 de julio y el 16 de agosto de 1959. La reunión condenó al general Peng Dehuai, quien había criticado la política económica del Gran Salto Adelante.

## Revisionismo histórico luego de la era de Mao
Mao finalmente murió el 9 de septiembre de 1976, hecho que pondría fin a la antirrevisionista y antiderechista Revolución Cultural. En 1979 el gobierno reformista de Deng Xiaoping revocó muchas de las condenas derivadas de la campaña. El nuevo líder alegaría que “Deberíamos preocuparnos por el desviacionismo de derecha, pero sobre todo por el de izquierda”. Muchos de los acusados de “derechismo” y que habían sido perseguidos por ese delito durante 22 años se encontraron de repente rehabilitados.

## Censura al respecto en China
El debate acerca del movimiento anti derechista aún sigue siendo un tema tabú y sujeto a la censura dentro de China. En 2007, el libro “El pasado no es como el humo”, escrito por Zhang Yihe (cuyo padre había sido perseguido por “derechista”) fue censurado debido a que trataba el todavía espinoso tema. En su reunión de comienzos del año, el Departamento central de propaganda del Partido Comunista Chino listó al movimiento anti-derechista como un tema a ser restringido en los libros publicados y en los medios de comunicación en general.